# Терзиевци
Терзиевци е бивше село в България, област Велико Търново.

## История
Колиби Терзиевци (Терзии, Терзиювци) от Великотърновско. Присъединени към колиби Звънковци през 1880 г.